# Leverkusen
Leverkusen ( [ˈleːvɐˌkuːzn̩]IPA) je město v německé spolkové zemi Severní Porýní-Vestfálsko. Nachází se na východním břehu Rýna, zhruba na půl cesty mezi Kolínem nad Rýnem a Düsseldorfem. Žije zde přibližně 166 tisíc obyvatel. Město je základnou celosvětové chemické společnosti Bayer AG a též sídlem známého fotbalového klubu Bayer 04 Leverkusen. Leverkusen vznikl kolem roku 1930 spojením měst Wiesdorf, Schlebusch a městské části Steinbüchel-Rheindorf. Název byl převzat od místního rodáka, lékárníka a podnikatele v oblasti chemie Carla Leverkuse.

## Osobnosti
- Carl Leverkus (1804-1889), lékárník, chemik, podnikatel
- Dietmar Mögenburg (* 1961), skokan do výšky, olympijský vítěz 1984
- Danny Ecker (* 1977), skokan o tyči, syn dvojnásobné olympijské vítězky, atletky Heidemarie Eckerové-Rosendahlové

## Partnerská města
- Bracknell, Velká Británie, 1975
- Chinandega, Nikaragua, 1986
- Ljubljana, Slovinsko, 1979
- Nazareth Illit, Izrael, 1980
- Oulu, Finsko, 1968
- Racibórz, Polsko, 2002
- Schwedt, Německo, 1989
- Villeneuve d'Ascq, Francie, 2005